# Kalâa des Béni Hammad
La Kalâa (ou Kalaa ou Qalâa ou Qal'a) des Banû Hammad (ou Béni Hammad) est un site archéologique situé dans la wilaya de M'Sila, dans la commune de Maadid, en Algérie. Le site est classé patrimoine mondial par l'UNESCO depuis 1980.

## Situation
Les terres occupées par les Sanhadja du Maghreb central sont des montagnes d'une altitude moyenne voisine de mille mètres et les villes capitales sont construites en bordure des plaines sur des terrasses élevées protégées par des pics ou des chaines peu pénétrables. Ce sont des nids d'aigles d'où la vue pénètre au loin dans la plaine et surveille l'ennemi. Achir et Kalaâ se posent comme des sentinelles devant d'éventuels assaillants.

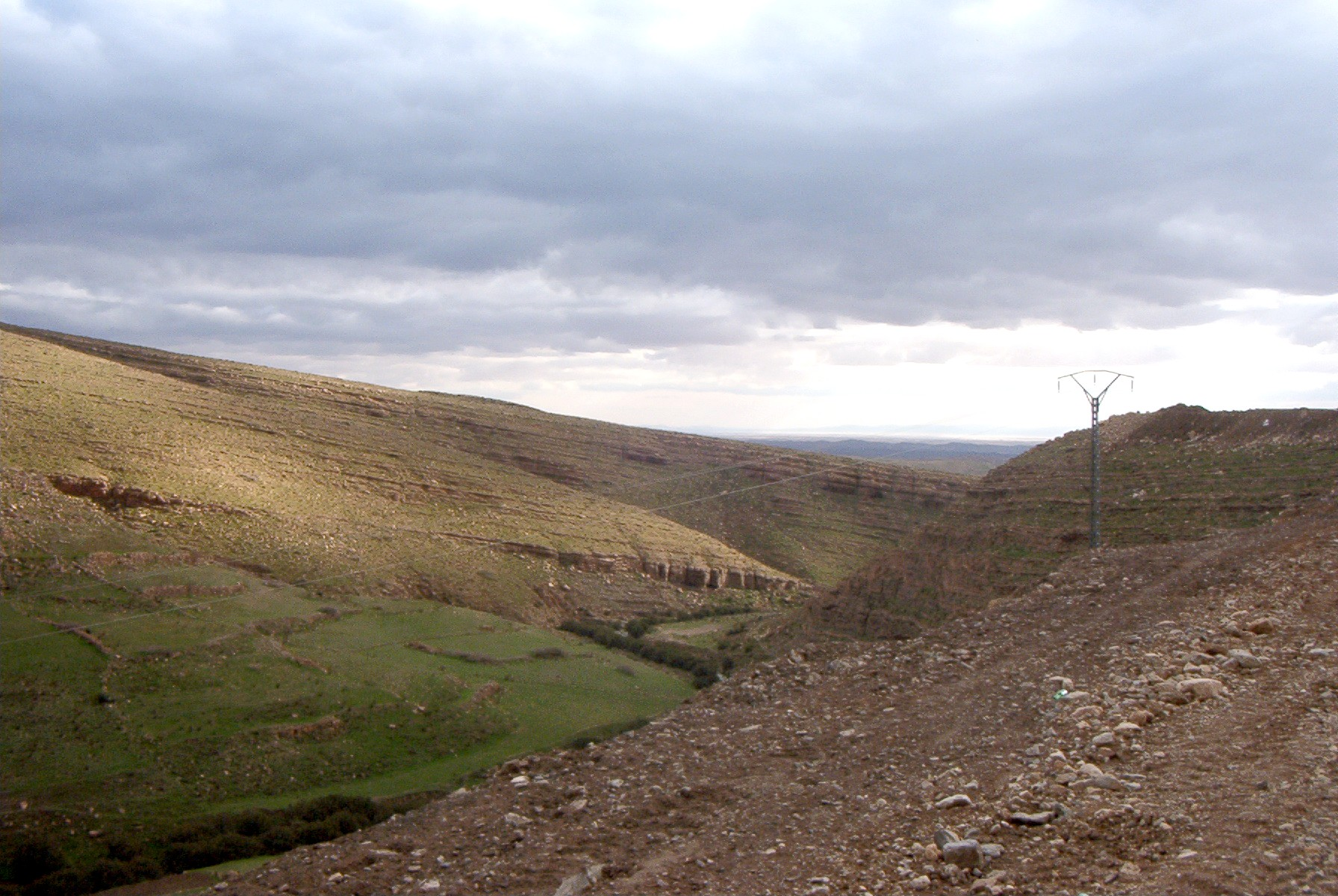
Voie d'accès à la Qalaâ par l'oued Fredj et vue sur la plaine du Hodna

La Kalâa (« forteresse ») est située à plus de 1 000 mètres d'altitude sur le versant sud du djebel Maadid à la limite nord des plaines du Hodna. Elle est entourée au nord par le djebel Takerboust (Guerboussa ou Gribissa) qui culmine à 1 458 mètres, à l'ouest par le mont Gorayn (1 190 mètres), à l'est par la vallée de l'oued Fredj dont les gorges constituent un rempart naturel. Le Takerboust présente sur son flanc une série de plis couchés qui ondulent suivant la forme des croupes découpées le long de sa pente sud. La seule voie d'accès est au sud un col sinueux qui longe la vallée de l'oued et qui s'ouvre sur la plaine du Hodna.

## Histoire

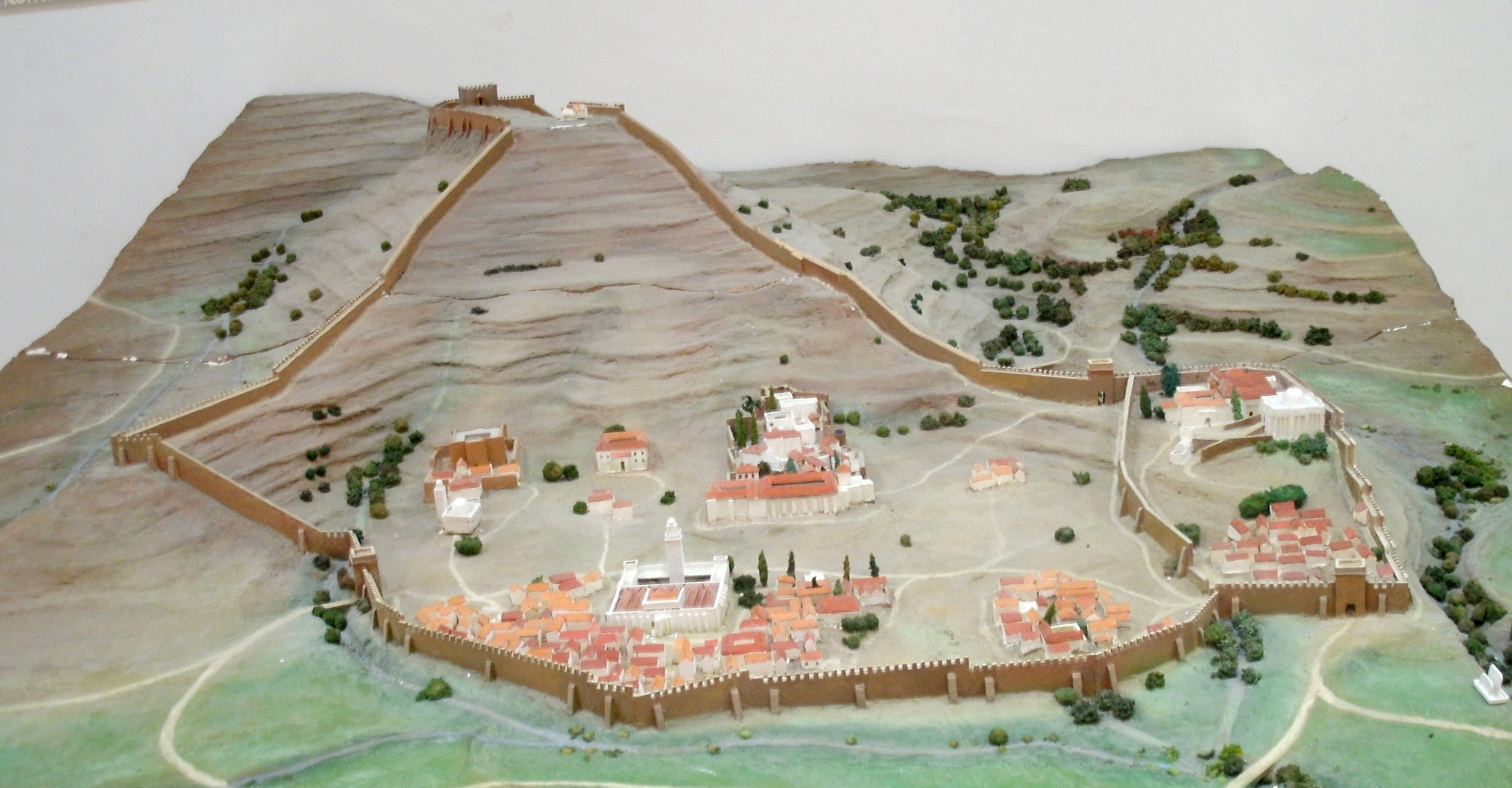
Maquette de la Kalâa

Le lieu est déjà habité par les Numides : une mosaïque représentant le triomphe d'Amphitrite est découverte en 1898 à 700 mètres à l'est de la ville et déposée au musée des Antiquités d'Alger. Selon les chroniqueurs arabes et notamment Ibn Hammad qui signale qu'il s'appelait château de Kiana mais aussi fort du Miroir, il sert de refuge à Abu Yazid (« l'homme à l'âne ») dans sa révolte contre les califes fatimides Al-Qaim et Al-Mansur.
La Kalâa est fondée en 1007 par Hammad ibn Bologhine, fils de Bologhine ibn Ziri Menad Abou Ziri (fondateur d'Alger), qui obtient de son suzerain Badis, prince ziride , l'autorisation d'édifier une ville et d'en faire sa capitale. Il y engage durant deux ans de grands projets de construction. La position de la nouvelle citadelle présente des avantages stratégiques encore supérieurs à ceux d'Achir. Hammad s'empresse de la fortifier et, selon Ibn Khaldoun, de la peupler avec les habitants de M'Sila et de Hamza (Bouira) après avoir détruit leurs villes, ainsi que des Djerawa.
Neuf ans après la fondation de la Kalâa, Hammad ibn Bologhine se révolte contre son neveu Badis qui veut le dessaisir de trois provinces du Constantinois. Karama, frère de Badis, attaque la Kalâa et la détruit en partie. Badis lui-même est, après un siège de six mois, sur le point de s'en emparer quand il meurt le 9 mai 1016. Les troupes zirides quittent alors la Kalâa. Hammad fait plus tard la paix avec le fils et successeur de Badis, Al-Muizz, qui doit se résigner au fait accompli (1017). Le mariage de Abdallah, fils de Hammad, et d'Umm al-Ulu, sœur d'Al-Muizz, marque l'alliance des deux princes.

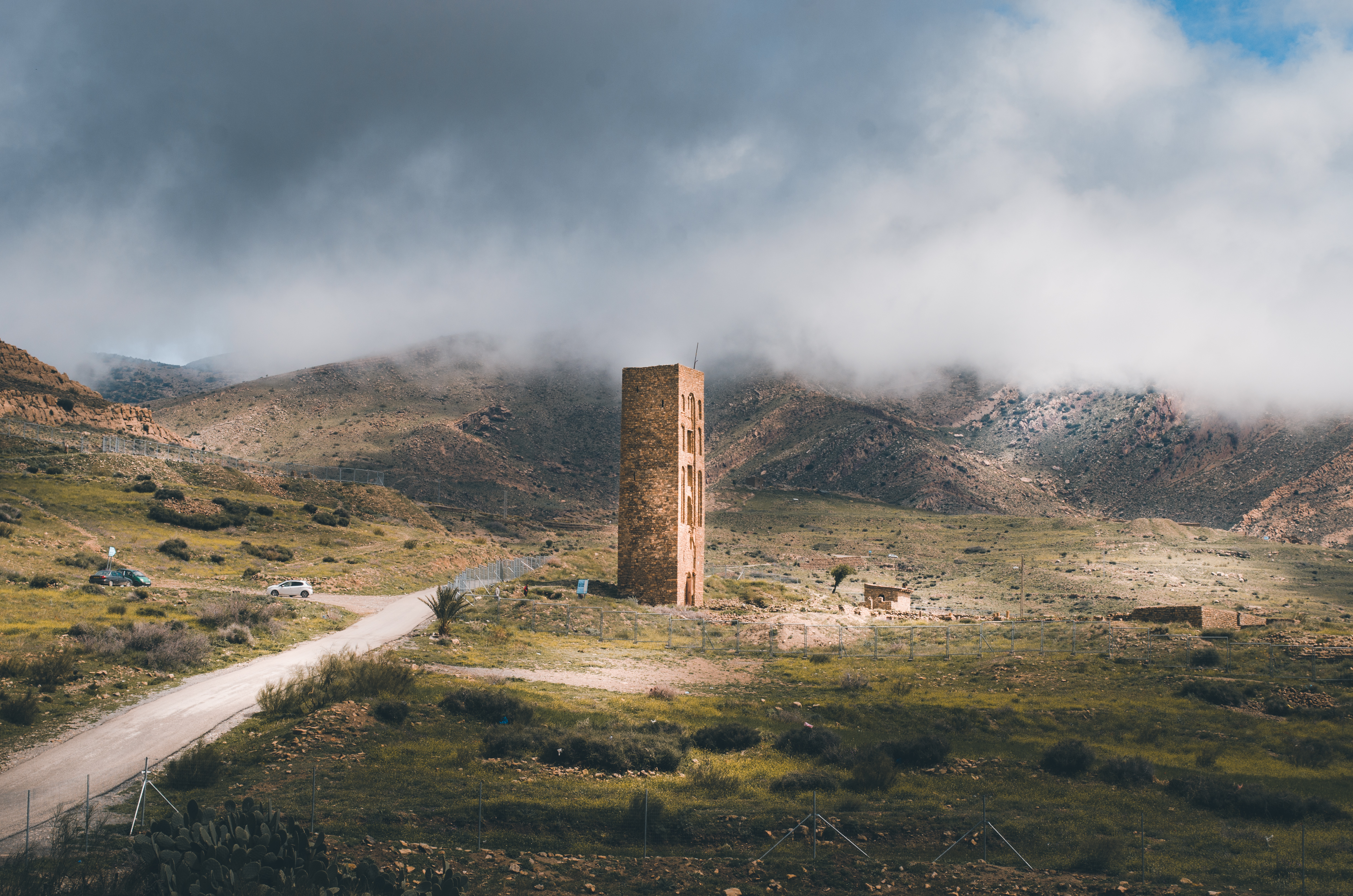
Le minaret de la Kalaâ au pied du Takerboust

Devenue la capitale des berbères hammadides, la ville constitue alors l'une des plus florissantes d'Afrique du Nord. Selon Ibn Khaldoun, « La Qal'a atteignit bientôt une haute prospérité; sa population s'accrut rapidement et les artisans ainsi que les étudiants s'y rendaient en foule des pays les plus éloignés et des extrémités de l'empire. Cette affluence de voyageurs eut pour cause les grandes ressources que la nouvelle capitale offrait à ceux qui cultivaient les sciences, le commerce et les arts ». Trois grandes routes relient la Kalâa aux autres villes du Maghreb. La première, vers le nord-ouest, se divise pour conduire à Alger et Ténès par Bouira, à Bougie et Djidjelli, à Sétif et Constantine. La deuxième, vers l'ouest, mène à M'sila et Achir, puis Médéa et Tahert. La dernière, vers l'est, se divise elle aussi pour se diriger vers Constantine, Kairouan et Sfax, Biskra, Gafsa et Gabès.
Après le mort de Hammad en 1028, la Kalâa est embellie au long des règnes de ses successeurs, Al-Qaid (1029-1054), Muhsin (1054-1055), Bologhine (1055-1062), Al-Nasir (1062-1082), Al-Mansur (1088-1104). D'après des vers d'Ibn Hammad que cite Ibn al-Khatib, « Al-Nasir embellit la Grande Mosquée de la Qal'a et fit bâtir à proximité de la cité plusieurs châteaux : le palais des Deux Mariées, le palais de Ballara qui porte le nom de la princesse ziride que le prince hammadite épousa en 1077, le palais du Califat et le palais de l'Étoile ». La ville accueille notamment, après l'invasion des Arabes hilaliens en Ifriqiya, les habitants ruinés de Kairouan et les négociants orientaux, à qui elle doit, vers 1065, un développement inattendu. La ville est alors selon Al-Bakri (mort en 1094) « un centre de commerce qui attire les caravanes de l'Irak, du Hidjaz, de l'Égypte, de la Syrie et de toutes les parties du Maghreb ».
Sous le règne d'Al-Qaid, les hostilités ayant repris entre les Zirides et les Hammadites, la Kalaâ est assiégée entre 1040 et 1042. Sous celui de An-Nasir, elle est conquise par Ali b. Raggam mais selon Ibn Khaldoun reprise rapidement. En 1090 Al-Mansur quitte la Kalâa, sous la menace hilalienne, pour s'installer à Béjaïa (Bougie) avec sa troupe et sa cour. Le déclin de la ville, jusque-là l'une des plus importantes du Maghreb central, commence sous le règne d'Al-Aziz (1105-1121). Assiégée par les Hilaliens elle n'est sauvée que par l'intervention de l'armée envoyée de Bougie par le souverain. En 1148 Yahya, dernier prince hammadite (1121-1152), fait transporter à Bougie tous les objets de valeur de la ville. En 1152 elle est prise et en partie détruite par les troupes Almohades dirigées par Abdallah, fils du calife Abd al-Mumin. En 1185 l'almoravide Ali Ibn Ghaniya y pénètre après un siège de trois jours.

## Les monuments

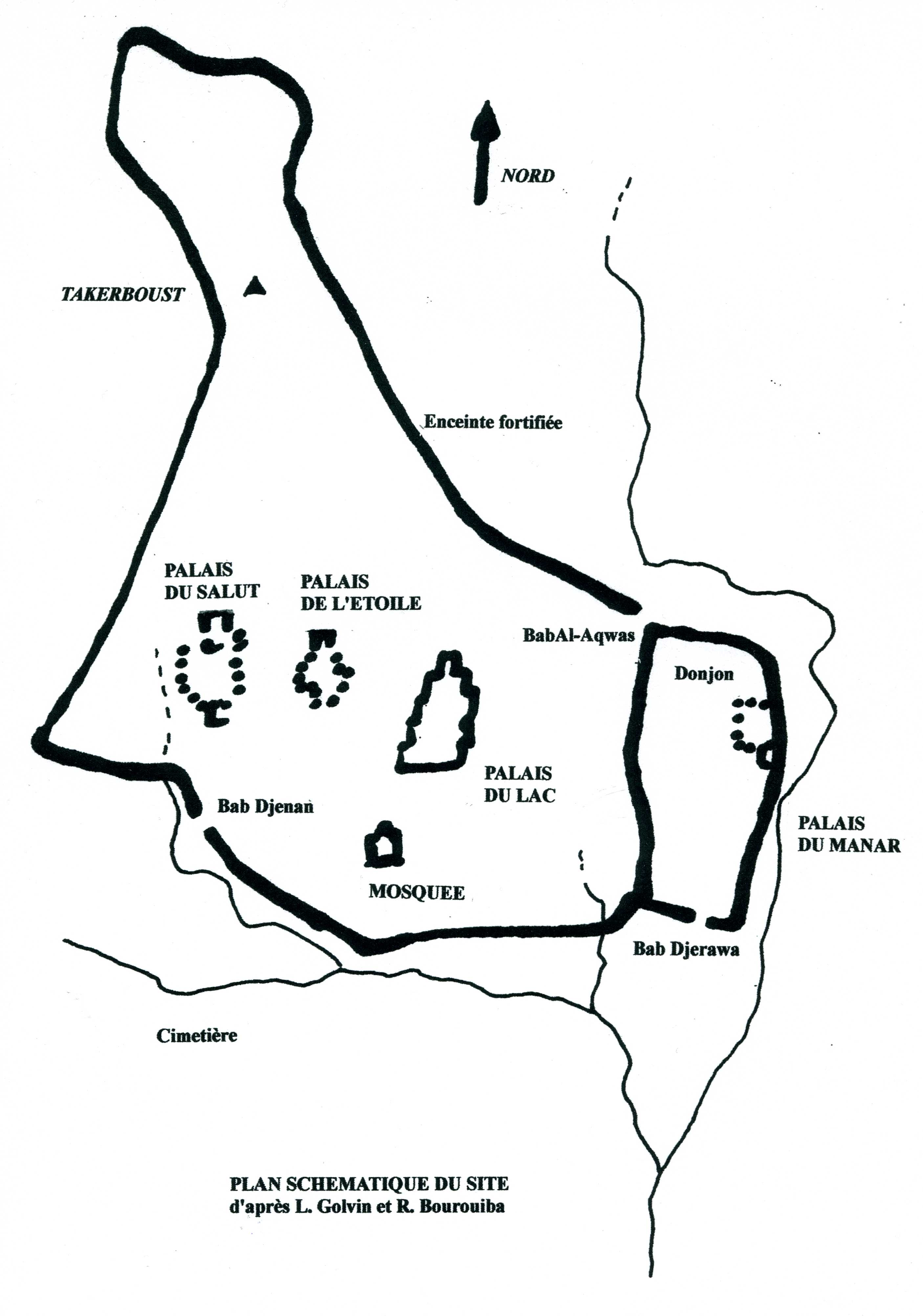
Plan schématique du site

L'emplacement de la capitale des Hammadides est resté vierge de toute autre construction depuis le Moyen Âge. Les premières fouilles conduites par Paul Blanchet en avril 1897 ont pour objet le donjon du Manar. Le général Léon de Beylié poursuit en 1908 le dégagement du palais du Lac et de la grande mosquée. Les dernières fouilles avant l'Indépendance de l'Algérie ont été menées par Lucien Golvin de 1951 à 1956 puis de 1960 à 1962. À partir de 1964, Rachid Bourouiba a dirigé chaque année de nouvelles campagnes. On peut ainsi se faire aujourd'hui une idée plus exacte des monuments de la Kalâa que de ceux d'Achir.
La ville comprenait, à l'intérieur d'une fortification de 7 kilomètres, d'une largeur variant entre 1,20 m et 1,60 m, détruite par la suite par les Almohades, une quantité importante de monuments, parmi lesquels une grande mosquée et son minaret, ainsi que le donjon du Manar, le palais du Manar, le palais du Lac, le palais du Salut, des citernes et bassins. Trois portes, Bab al-Aqwas, Bab Djenan et Bab Djerawa, donnaient accès à la ville, dont seules les deux premières subsistent. Deux monuments émergent encore du sol: le minaret de la mosquée dont on devine assez bien le décor et le donjon du Manar qui domine la falaise de l'oued Fredj.

### La Grande Mosquée
La Grande Mosquée de la Kalâa dut être fondée en même temps que la ville c'est-à-dire au XIe siècle. Trois ans ont été nécessaires pour exhumer une mosquée entièrement ruinée dont il ne subsiste que le minaret. Elle présente la forme d'un rectangle de 63,30 sur 53,20 mètres. La salle de prière, mesurant 53,20 sur 34,20 mètres, est composée de treize nefs, orientées nord-sud, de 8 travées.
Un mur de 1,10 mètre de large qui pourrait être l'indice de l'existence d'une maqsura (lieu où prie le prince) isole les cinq nefs centrales. Rachid Bourouiba pense plutôt qu'il s'agit d'« une petite salle de prière qui a remplacé la grande lorsque la Qal'a fut désertée par un grand nombre de ses habitants et que le reste de la population n'eut plus les moyens d'entretenir un édifice aussi vaste ».
Il ne demeure plus du mihrab que la partie gauche de sa base. Sa niche orientée vers le sud présentait la forme d'un arc surhaussé. L'emplacement subsiste de deux colonnes supportant l'arc d'ouverture.
La cour, de 53,20 sur 26,90 mètres, est séparée de la salle de prière par un mur présentant onze portes. Entourée d'un portique, elle est pavée de dalles blanches. Une citerne, alimentée par une source, de 1,15 m de long, 5,40 m de large et 2,80 m de haut, dont la voûte est en partie effondrée, se trouve en son centre. Au fond trois pièces situées à l'est devaient servir pour les ablutions, une autre pouvait, à l'est, être une bibliothèque.
Au milieu du côté nord de la cour, le minaret actuellement haut de 24,70 mètres, la partie supérieure s'étant effondrée. Après celui de la Mosquée de Sidi Bou Merouane, il est le plus ancien d'Algérie. Sa tour parallélépipéunite mesure 6,50 m de côté, un escalier de cent vingt-sept marches, tournant en son centre, conduisant au sommet.
L'ornementation de la face du minaret, donnant sur la cour, se développe selon trois registres verticaux. C'est selon Rachid Bourouiba « la première fois dans l'histoire de l'art musulman aussi bien en Orient qu'en Occident que cette disposition est adoptée. Nous la retrouverons au minaret de la Giralda de Séville. Le registre central est en retrait. Il comporte successivement: une porte en plein cintre encadrée de deux colonnes engagées, surmontée d'un arc brisé reposant sur deux colonnes engagées; au-dessus une fenêtre en plein cintre surmontée d'un arc recti-curviligne reposant sur des colonnes engagées; une fenêtre à plein cintre; une fenêtre surmontée d'un tympan à arc brisé décoré intérieurement par deux secteurs d'arcs; et pour couronner l'ensemble une ouverture aveugle en arc brisé ornée de deux débuts d'arcades reposant sur un pilier central. Les deux autres registres symétriques comportent un défoncement en niche et deux ouvertures aveugles à plein cintre, ornées de céramiques.
La mosquée de la Kalâa, la plus grande qu'ait connu l'Algérie après la Mosquée de Mansourah à Tlemcen, présente les mêmes aspects architecturaux que la grande mosquée de Kairouan.

Le minaret et la citerne au premier plan
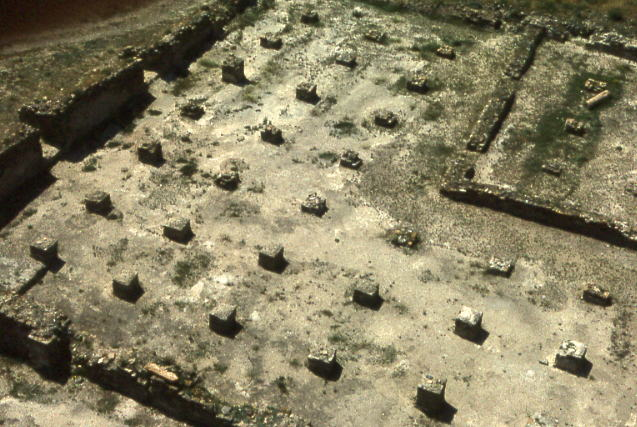
Vestiges de la grande mosquée
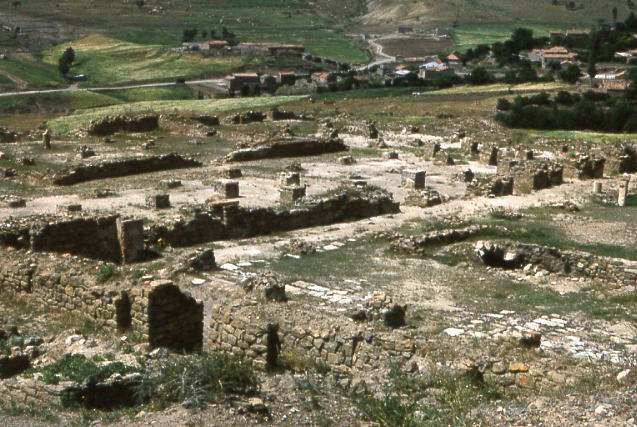
La cour de la grande mosquée et la citerne

Quant aux palais, à part le Manar, ils sont détruits à ras du sol et il faut descendre jusqu'aux fondations pour en connaitre le plan. Les murs sont bâtis « de pierres choisies pour leur taille dans les éboulis de la montagne. On a un peu dégrossi celles qui devaient se trouver aux angles et on les a posées telles quelles en lits réguliers, en remplissant de mortier et de cailloux les vides qu'elles faisaient entre elles », un enduit de plâtre dissimulant les irrégularités de cet appareil.

### Le Manar
Les ruines des palais prouvent la brillante civilisation que fut celle des Hammadides. Le palais des émirs regroupait trois résidences séparées par différents pavillons, des jardins, ainsi que des systèmes permettant de maintenir l'eau. À la Kalâa triomphent les principes d'art du Caire et surtout de Bagdad : mosaïques et faïences, sculptures sur plâtre, stalactites de terre émaillée, décor végétal stylisé et ornementation géométrique.
Le donjon du Manar est une tour carrée de 20 mètres de côté dont la partie supérieure est effondrée. Ses faces présentent des niches semi-cylindriques comparables à celles qui ornent la grande mosquée. Selon Rachid Bourouiba, elles ont été empruntées par les Hammadites « aux Fatimides qui en avaient orné leur grande mosquée de Mahdia en Tunisie » et que l'on retrouve « en Sicile, au Palais de la Cuba de Palerme ». La salle inférieure du donjon du Manar, dont une rampe faisait le tour, servait de prison ou de magasin, la salle supérieure de 5 mètres de côté, cruciforme, devait être selon Georges Marçais recouverte d'une coupole.
Du palais du Manar - fanal - (Qasr el-Manâr), il ne reste que le donjon « avec ses hautes murailles qui semblent cannelées du pied au faîte par des niches étroites » (G. Marçais). Les fouilles ont fait apparaître plusieurs constructions juxtaposées : un bâtiment central et trois autres à l'est, au nord et à l'ouest.
La porte en avant-corps du bâtiment central est ornée de niches semi-cylindriques symétriques. De chaque côté de celle-ci, la façade est décorée de trois niches à fond plat. À gauche de l'entrée, un escalier conduisait aux salles du premier étage, à droite un couloir menait à une cour centrale carrée, pavée de dalles blanches, entourée d'une galerie, pavée de briques rouges, donnant accès aux différentes salles. Deux autres escaliers, aux angles nord-ouest et sud-est, desservaient l'étage.
Le bâtiment est présente une salle dallée de marbre. Le mur ouest en était orné d'une fresque (flore et épigraphie). Un ensemble de panneaux de marbres de différentes couleurs constitue son soubassement.
Le bâtiment nord est constitué de trois ensembles de constructions d'orientations différentes. Le premier, au sud, est composé de trois pièces donnant sur l'est et d'une grande salle ou cour en partie dallée. Le deuxième comporte deux grandes pièces rectangulaires où Rachid Bourouiba a trouvé « de nombreux fragments de stuc et de stalactites », communiquant avec trois pièces et deux salles rectangulaires orientées vers l'est. Le dernier est formé d'une petite pièce rectangulaire, deux autres donnant sur une grande salle partiellement dallée.
Le bâtiment ouest est organisé autour d'une cour dont le dallage en marbre subsiste en partie, entourée d'un portique dallé de carreaux hexagonaux verts et blancs. En son centre une vasque de pierre, trouvée en septembre 1970, est ornée de quatre lions. Dans une salle rectangulaire située au nord une niche était encadrée par deux colonnes de plâtre surmontées de chapiteaux dont l'un a été retrouvé. À l'est les murs de petites salles rectangulaires étaient dans leur partie inférieure plaquées de briques vernissées blanches et vertes. Au sud a été mis au jour « le plus petit oratoire que compte le monde musulman », de 1,80 m sur 1,70 m. Sur une plinthe de son mur ouest, qui subsiste jusqu'à un mètre, on peut lire un fragment du verset 36 de la sourate XXIV du Coran. Dans son mur sud la niche du mihrab présente également deux citations coraniques. De chaque côté de la niche des bandeaux épigraphiques entourent deux panneaux à décor floral.
Trois autres constructions sont situées au sud du palais du Manar dont l'une présente une façade ornée de niches semi-cylindriques. À l'ouest se trouve une citerne composée de deux compartiments communiquant par cinq ouvertures. Au sud-est de la ville les murs d'un réservoir rectangulaire présentent des contreforts également semi-cylindriques.

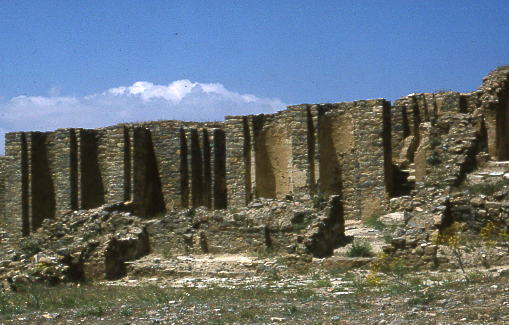
Le donjon du Manar
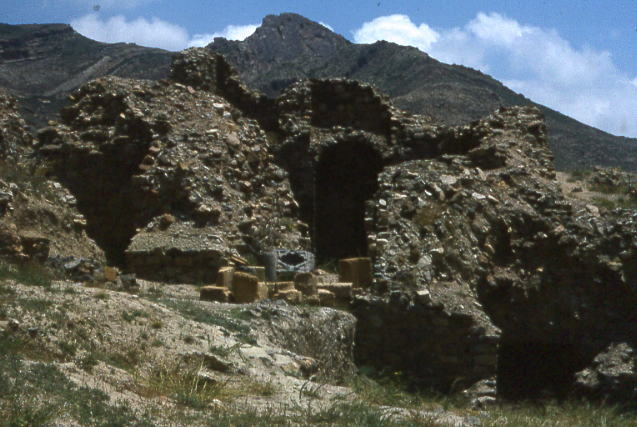
Donjon du Manar, salle du rez-de-chaussée
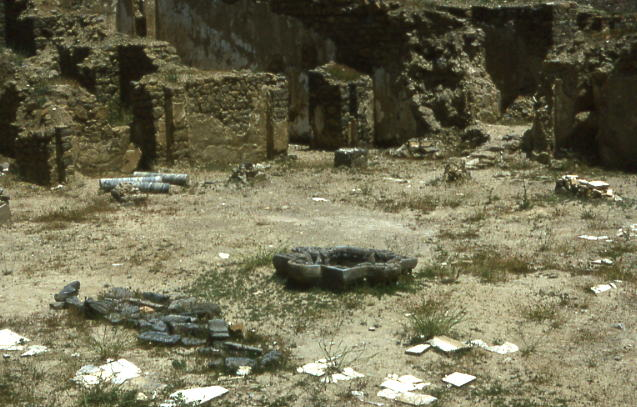
Vasque de pierre ornée de quatre lions trouvée au centre de la cour du palais du Manar
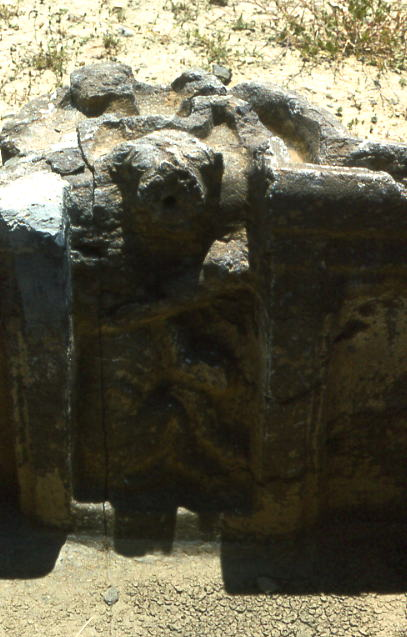
Vasque, détail
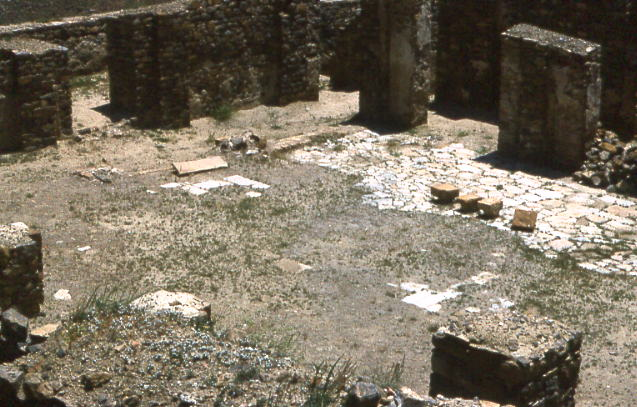
Palais du Manar
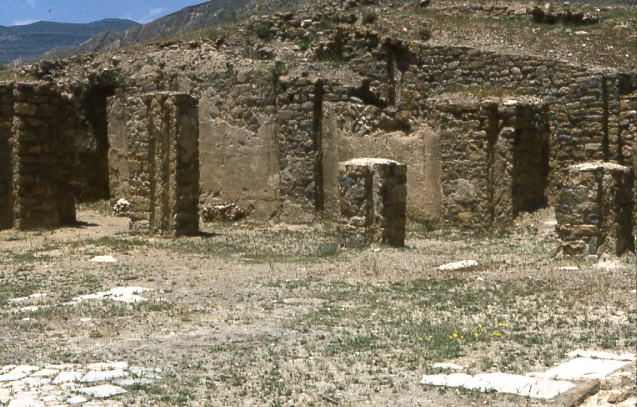
Palais du Manar
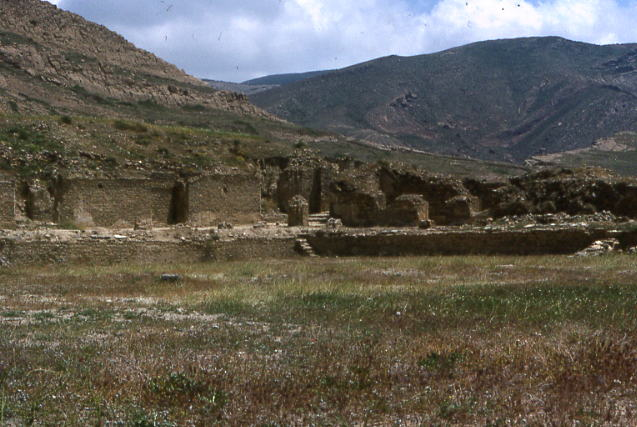
Palais du Manar

Dans un poème d'Ibn Hammad (mort en 1230) où l'auteur célèbre le Manar dont le décor alors subsistant était d'une beauté proverbiale, il dit : « Reverrai-je les arcades d'El Manar sur des parterres touffus aux joues en fleurs ; on dirait que les coupoles, se levant sur son horizon, sont des étoiles apparues dans le signe du Verseau ».

### Le palais du Salut
Le palais du Salut est bâti sur une croupe en contrefort assez semblable et parallèle à celle de Dâr el-Bahr, bordée en partie par la muraille, à proximité de Bab Djenan.
Il semble que ce palais se soit présenté comme une qasba allant en s'évasant au fur et à mesure que l'on descend. Ont été exhumées les ruines de la partie supérieure et un groupe assez confus de pièces à proximité de la base.
Le palais est composé d'une cour carrée, dallée de pierres plates, de 15 mètres de côté, entourée de quatre chambres et divers réduits. Près du palais a été découverte une maison contenant des silos en forme d'amphores.

### Le palais du Lac
Le palais du lac (Dâr el-Bahr) est détruit à ras du sol, mais les fondations permettent d'en rétablir le plan. Il est situé au centre de la ville, à 150 m au nord de la mosquée.
Dégagée, la façade présente, comme celle du palais du Manar, une porte en avant-corps ainsi que des niches semi-cylindriques.
L'entrée donne sur une salle de forme cruciforme qui s'ouvre au milieu d'une salle rectangulaire communiquant avec deux salles plus petites. Derrière ces pièces, trois autres salles donnent sur une galerie pavée de briques rouges sur champ qui borde le bassin donnant son nom au palais, où se donnaient des joutes nautiques.

## Objets trouvés
De nombreux fûts de colonnes ont été trouvés (mosquée, palais du Manar, palais du Lac) ainsi que des chapiteaux à la mosquée, au palais du  Manar (pierre de couleur ocre, plâtre sculpté et peint, marbre blanc), au palais du Lac (brique vernissée, pierre jaunâtre) et des stèles.
Les fouilles ont également permis de découvrir plusieurs ensembles de poteries présentant un décor (motifs géométriques ou épigraphiques mais aussi animaux, hommes) et de céramiques et zelliges (briques émaillées de diverses formes et tuiles). L'archéologue algérien Rachid Bourouiba précise que plusieurs lampes ont été trouvées « qui se distinguent des lampes romaines par la longueur de leur bec et parfois par la présence d'une anse ou d'un entonnoir ».
Outre un lion en marbre noir et un bassin en marbre gris mis au jour par le général Léon de Beylié exposés au Musée national des antiquités et des arts islamiques, une table ornée d'une inscription coranique exposée (Musée public national de Sétif), ont été mis au jour des « chadirwan » ou « chatrawan », « tables de marbre ornées de cannelures en forme de chevrons rectilignes ou curvilignes qui sont habituellement disposés en plan incliné sous une fontaine pour faire miroiter l'eau (...) » et qui « ont été utilisés pour orner les palais de Sicile »; l'un d'eux, décoré de trois poissons, est exposé au Musée national Cirta.
De nombreux tessons de verre ont été découverts dont des objets (dénéraux) servant d'étalon-poids ou d'étalon monétaire. Divers objets métalliques ont également été exhumés, en fer (clous, crochets, ferrures, tiges, plaques, charnières), en cuivre (clous et semences) et en bronze, notamment des oiseaux (Musée national Cirta) et un angle décoré de brasero.
Des monnaies ont été trouvées au long des fouilles. Le général Léon de Beylié n'en avait découvert qu'une, au nom du calife fatimide Al-Muʿizz li-Dīn Allāh. L'historien de l'art français Lucien Golvin mettait au jour au palais du Salut une amphore qui contenait 5 à 6 kg de pièces de bronze sans inscription et des dirhams ou pièces d'argent mentionnant le nom du calife fatimide Al-Hakim. L'archéologue Rachid Bourouiba avait trouvé de nombreuses monnaies almohades, en 1962 au palais du Manar (six dinars) et en 1967 (dix-huit dinars) dont dix-sept portant le nom de Abd al-Mumin, six celui de son successeur Abu Yaqub, un celui de l'émir hafside Abu Zakariya) et plus de mille dirhams (qu'il n'a pas été possible de dater) dans la salle de prière de la mosquée.
Les bijoux trouvés à la Kalâa ont été déposés aux musées de Constantine (boucles d'oreilles, fibules, broche, fragment de bracelet, épingles, collier de perles...) et de Sétif (boucles d'oreilles, bracelet, trois bagues, un fragment de broche, sept médaillons circulaires, six perles d'argent).

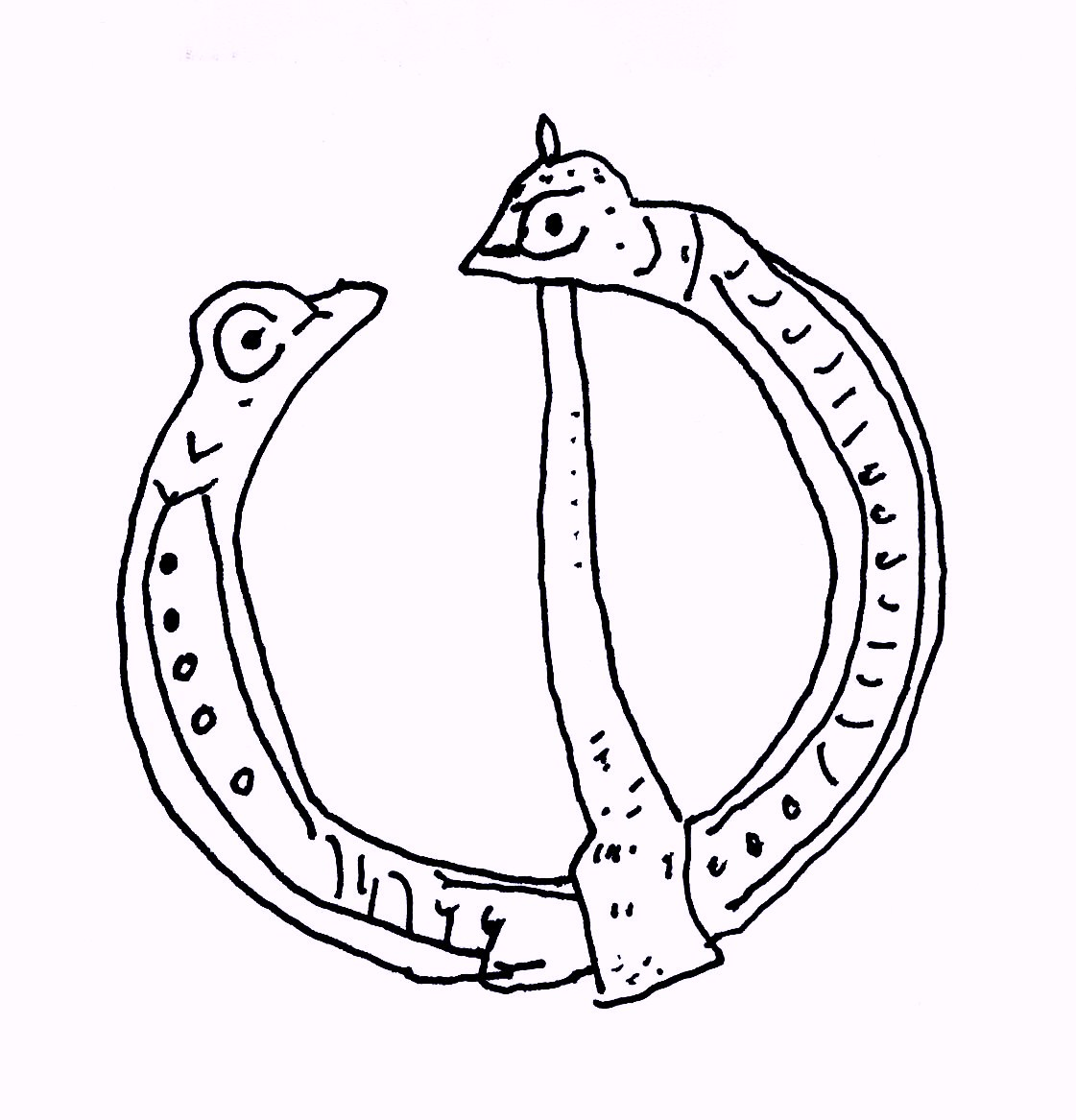
Fibule (musée de Constantine) d'après L. Golvin et R. Bourouiba
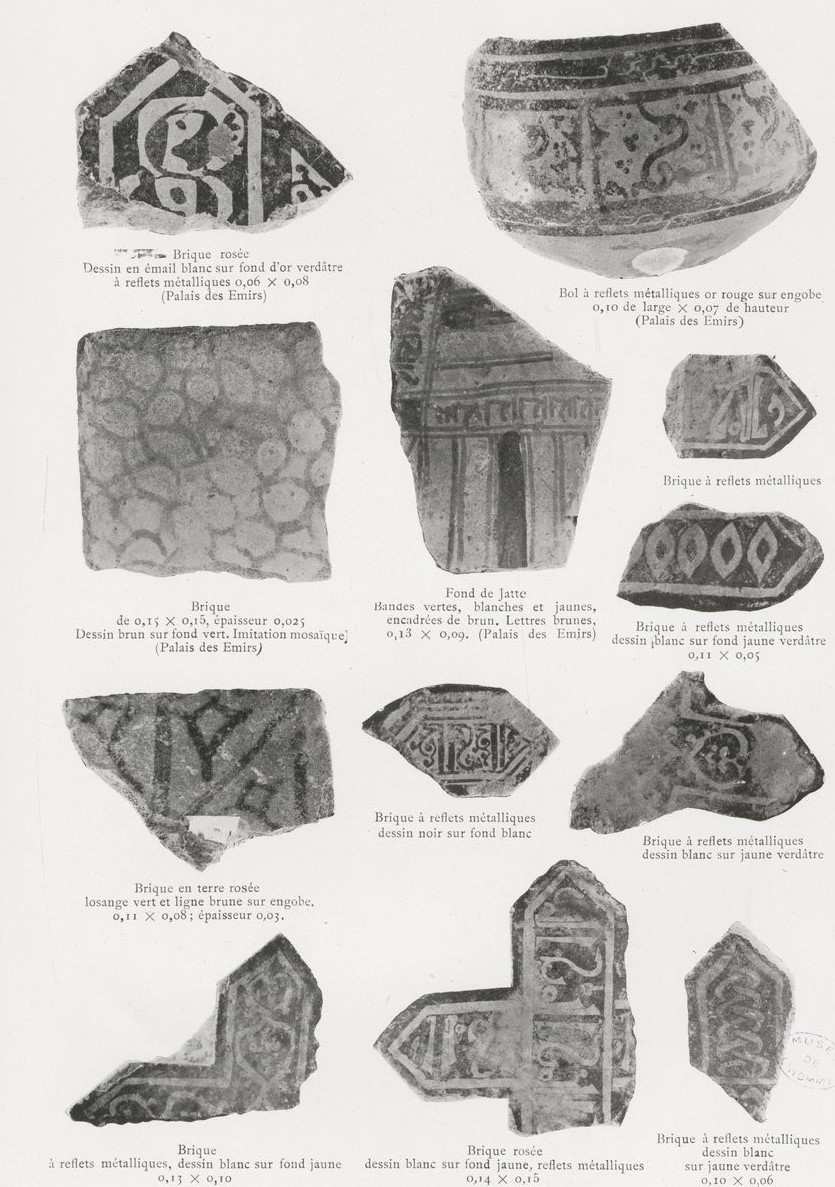
Briques
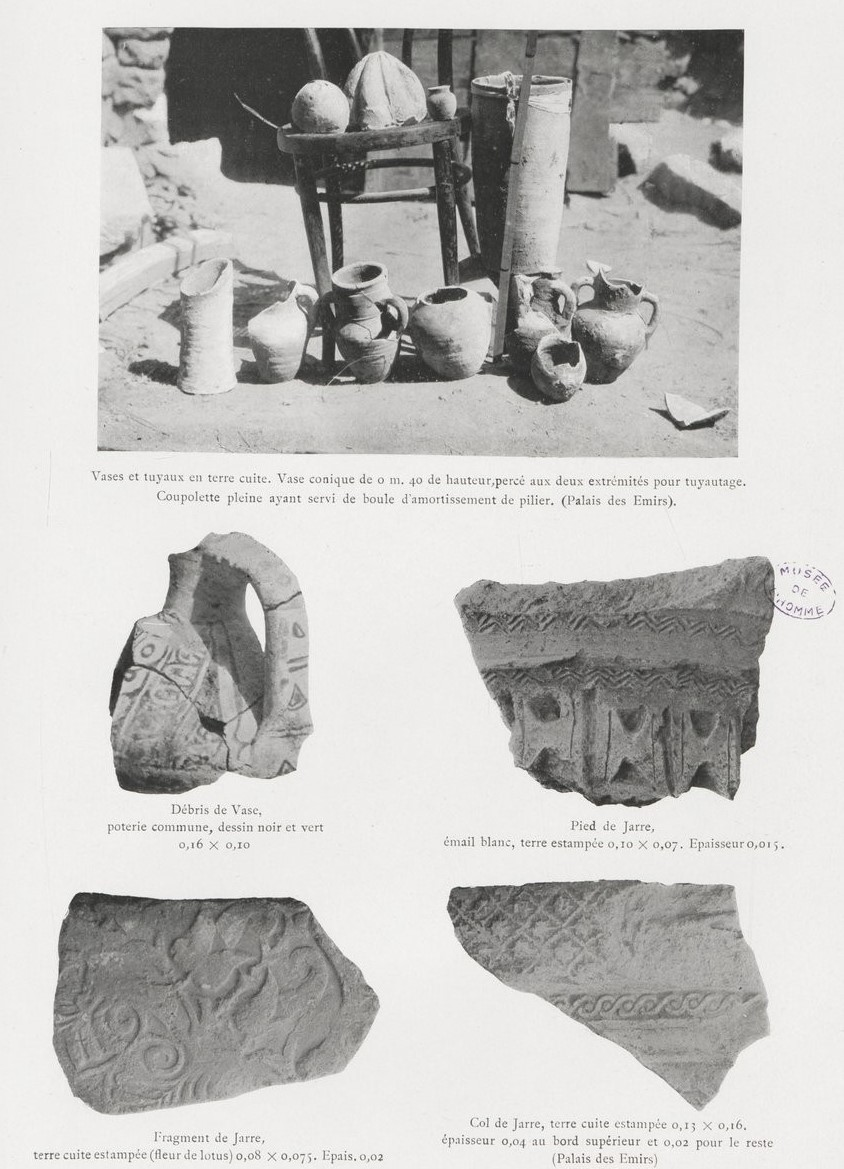
Poteries
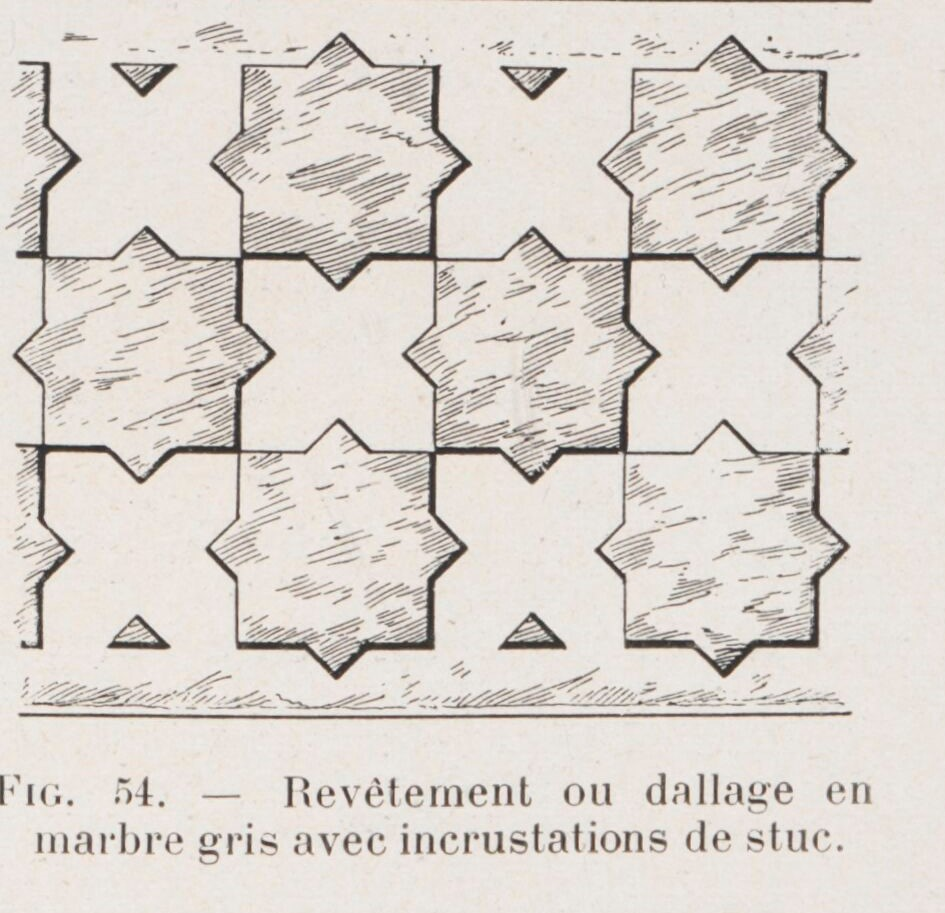
Dallage
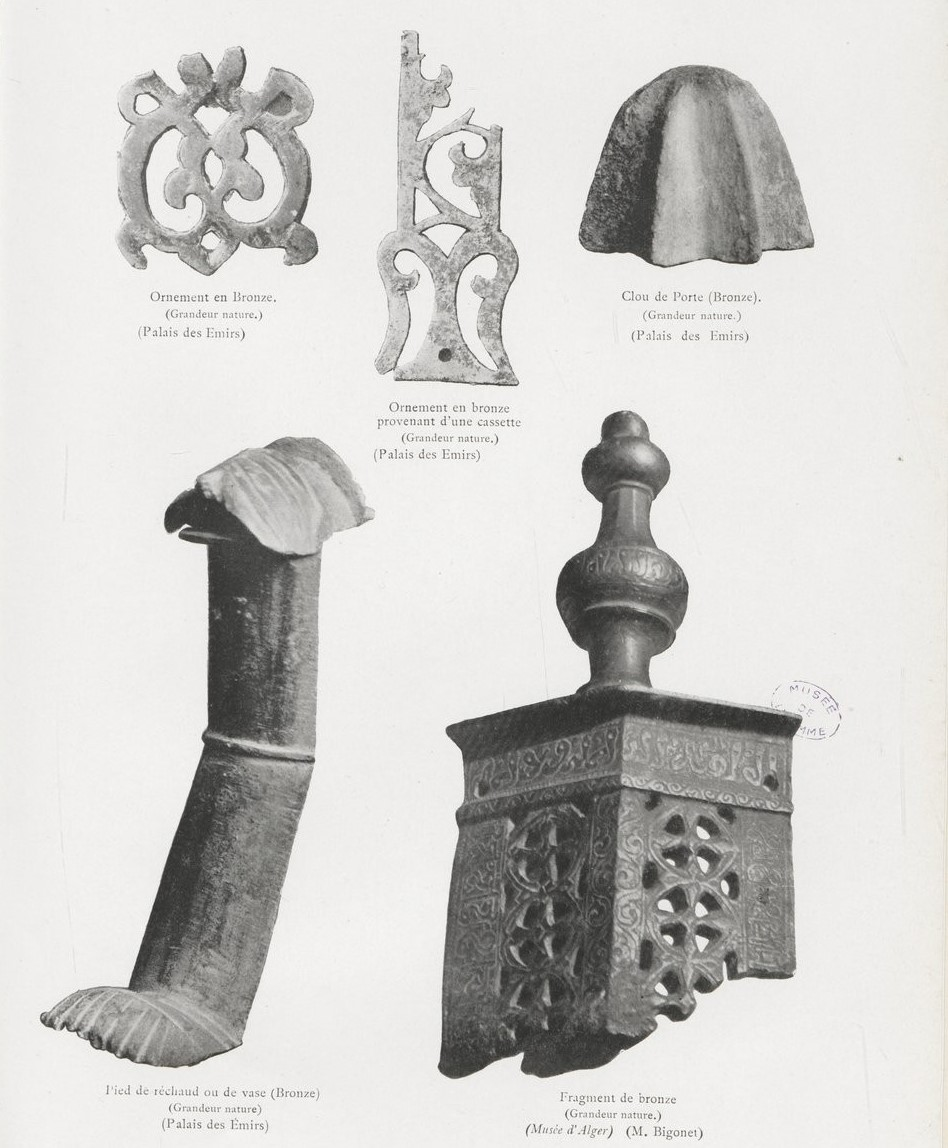
Ornements
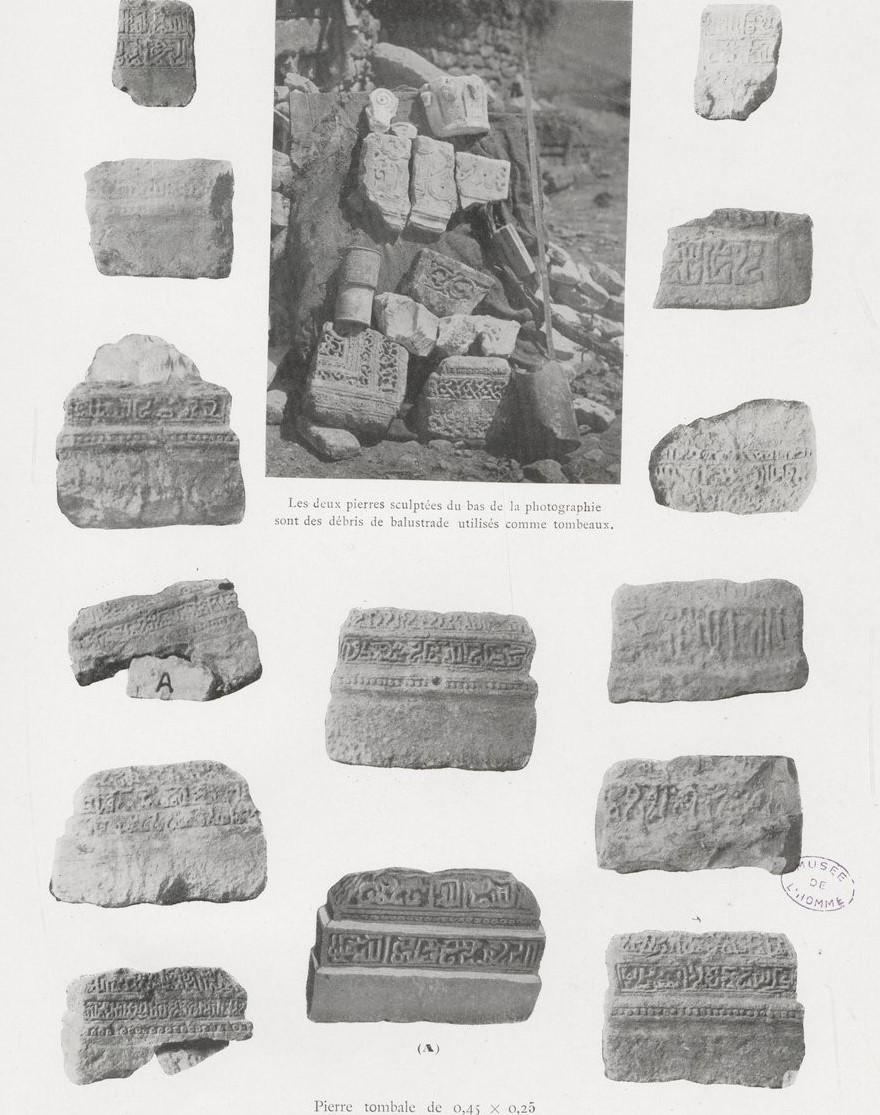
Pierres sculptées
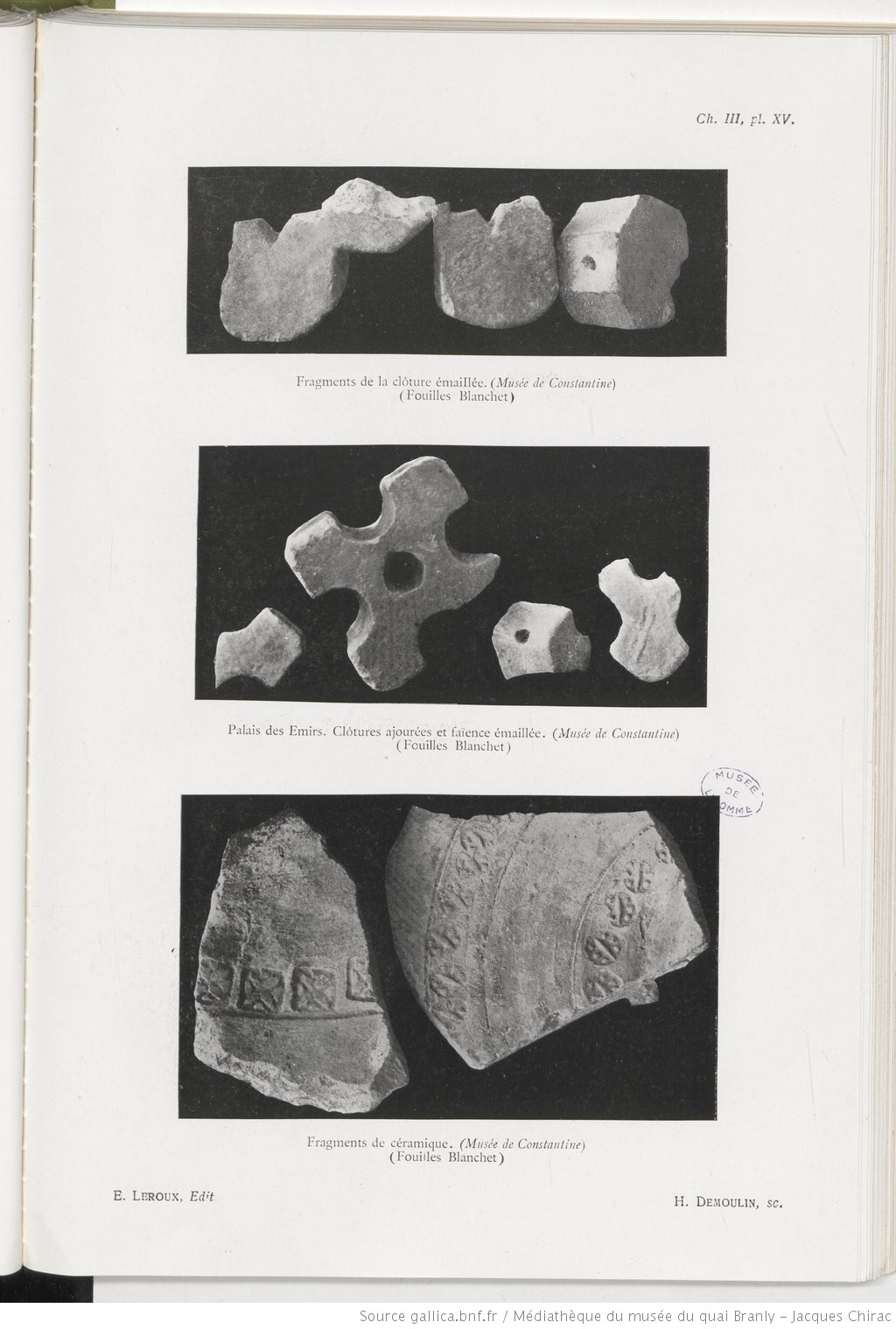
Fragments en céramique
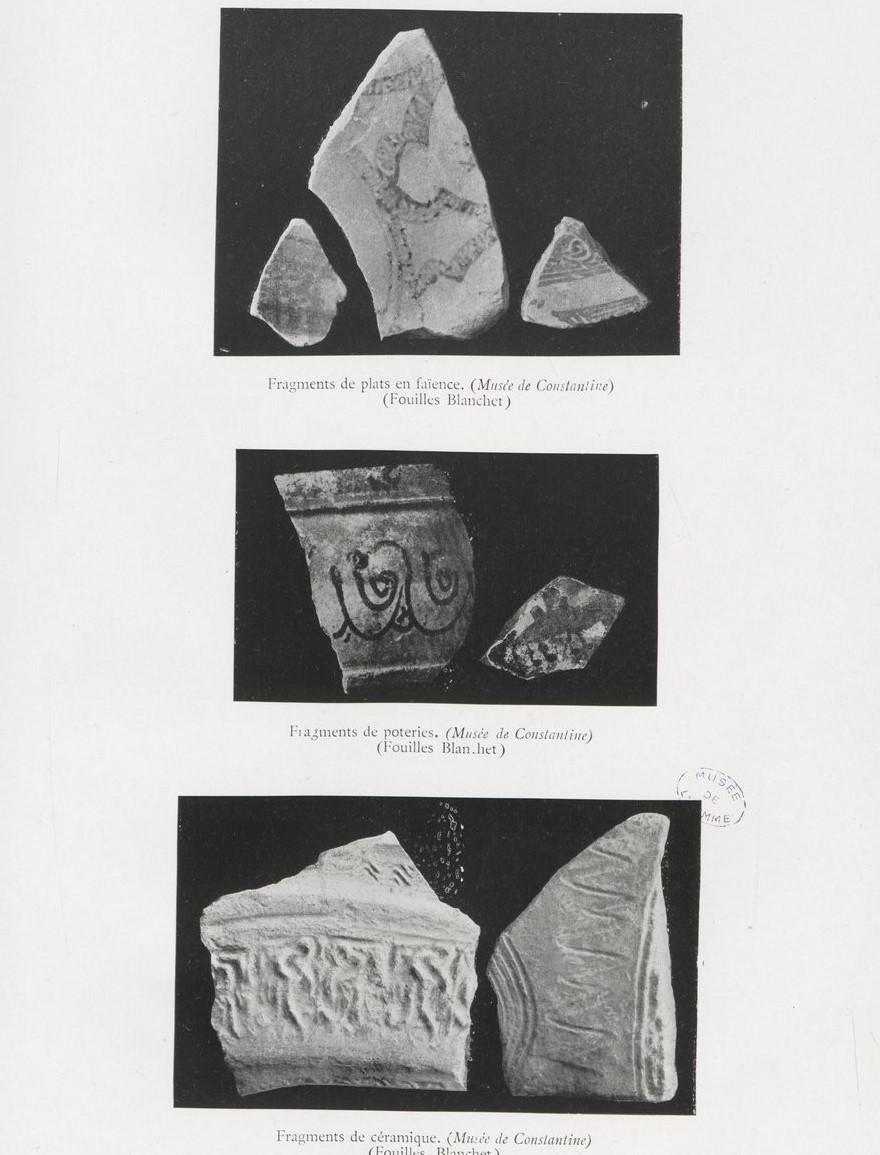
Fragments en céramique
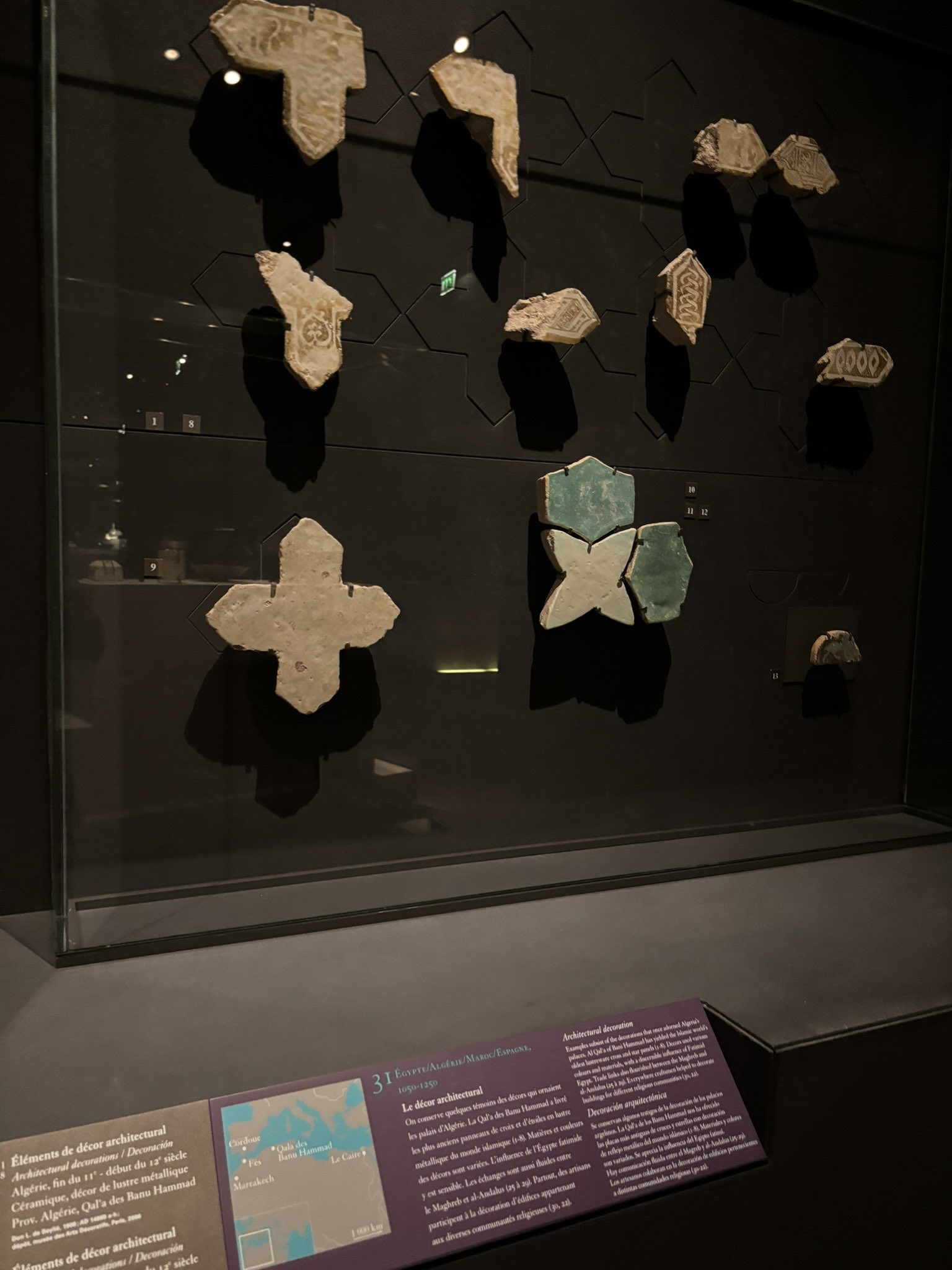
Fragments de Zellige exposés au Musée du Louvre